# Akira Terao
Akira Terao (寺尾聰, nacido el 18 de mayo de 1947 en Hodogaya, uno de los dieciocho distritos de Yokohama, Prefectura de Kanagawa, Japón) también conocido como Boppe es un actor, compositor, bajista y cantante japonés, hijo mayor del actor y director de cine Jukichi Uno. Tuvo su paso por la música a partir de 1967 en bandas universitarias en las que tocaba el bajo y posteriormente realizó una carrera como solista.
Su primera participación cinematográfica se dio en 1967, a la par de su carrera musical cuando debutó con su padre en Túnel de Kurobe, dirigida por Kei Kumai. Protagonizó numerosas películas de Akira Kurosawa durante la década de 1980 y 90 como Ran (1985) y Los Sueños de Akira Kurosawa (1990). Actualmente vive en Yokohama en la prefectura de Kanagawa.
Desde el año 2012, él es el único actor masculino que ha recibido tanto el premio Record Japón y el Premio de la Academia del Japón a la Mejor Interpretación de un Actor en un papel principal.

## Biografía

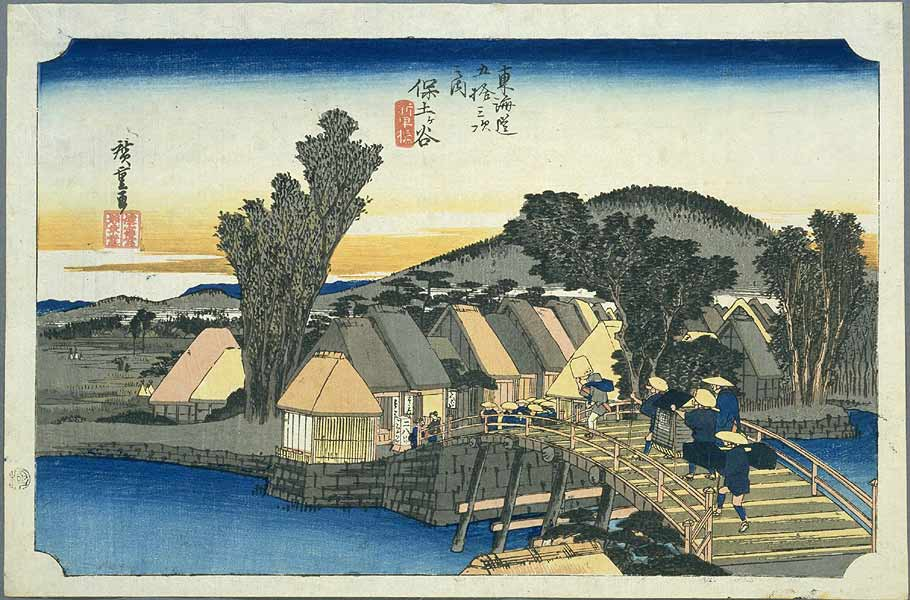
Pintura de la ciudad de Hodogaya, realizada en 1830.

Akira Terao nació el domingo 18 de mayo (por lo cual es de signo Tauro) de 1947 en Hodogaya, uno de los dieciocho distritos de Yokohama, capital de la Prefectura de Kanagawa, ubcanda en Honshū, la isla principal, por su tamaño, del país japonés. El artista, fue criado por su padre, Jukichi Uno (de nombre real Nuobo Terao), un conocido actor y director de cine japonés con quien posteriormente actuaría en algunas películas.
Realizó sus estudios primarios en la escuela Wako Gakuen y la secundaria la realizó en la institución Hosei Senior High School, graduándose en la universidad de Bunka Gakuin En 1966 debutó como bajista en el grupo musical de carácter folklórico El salvaje, que luego se disolvió dos años después de su creación bajo el título Siempre, siempre que cosechó un gran éxito. Un año después de la disolución de su grupo musical se unió a otra banda llamada Los Tiros blancos, en su traducción al español.
En 1980, Terao, se lanzó como cantante solista. Era conocido sobre todo por su álbum Reflexiones (1981) galardonado por el Premio de la Industria como Mejor Álbum, con la canción Ruby no Yubiwa, o Anillo de rubí, en español, que vendió más de un millón y medio de copias en Japón y ganó el mismo premio pero en las categorías: Mejor Canción y Mejor Letra.
En 1967, Kei Kumai, famoso director de cine japonés lo requirió junto a su padre para que filmara la película dramática Chikadô no taiyô made en el papel de Kenichi, un personaje secundario, siendo esta su primera experiencia cinematográfica; el filme se publicaría el 2 de octubre de 1968. En 1985, Terao, comenzó a actuar en las películas de Akira Kurosawa, y tuvo, ese mismo año su participación en Ran, una película que abrcaba los géneros de acción, drama y guerra y en la que participaría como Taro Takatora Ichimonji, uno de los tres herederos de un poderoso y sediento de poder monarca. Cinco años más tarde interpretó a su director de joven en la película Los Sueños, de Akira Kurosawa, la cual narraba los sueños que Kurosawa había tenido; muchos consideraron esta aparición la mejor de todas en cuanto al joven actor. Trabajó también con el director Takashi Koizumi en Después de la lluvia y La ecuación del profesor Amor. También ha participado en numerosas películas de dramas como Yasashii Jikan o Takuya Kimura-Helmed.
Ha ganado numerosos premios entre los cuales se destaca el reconocimiento al mejor actor de La mitad de una confesión en la 47° edición de Blue Ribbon.
Además de su carrera cinematográfica, Akira Terao participa en shows y programas televisivos y compone música.
Terao estuvo casado con Bunjaku Han desde 1973 a 1974, año en que se divorciaron. Actualmente vive en Yokohama junto a su actual cónyuge Hoshino Mayumi.

### Apariencia
Al crecer recibió el apodo de Boppe, palabra japonesa que literalmente quiere decir mejilla, ya que Akira poseía dos lunares en esta parte del cuerpo además, su "marca registrada" es la utilización de lentes de sol, de los cuales nunca se despega.

## Filmografía

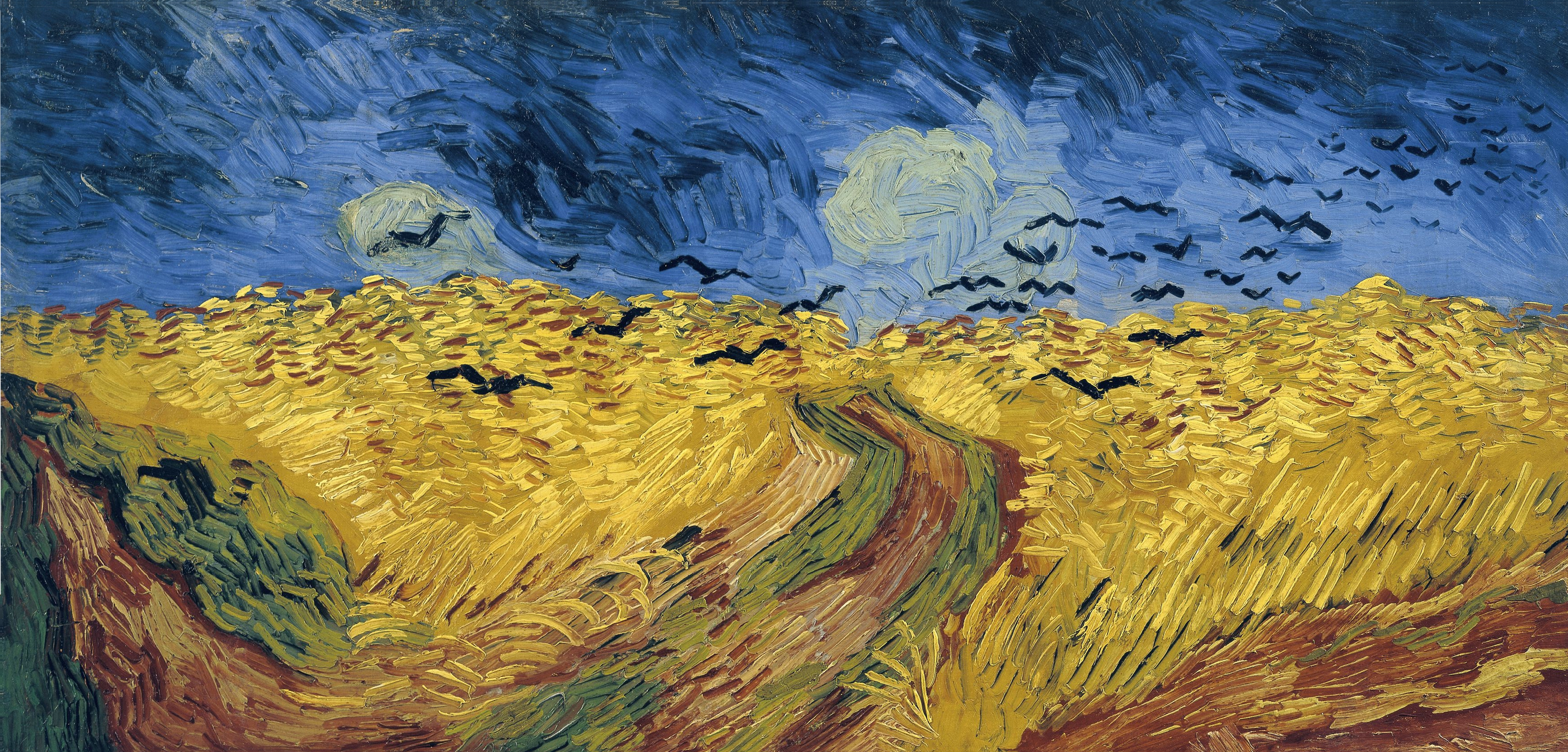
Trigal con cuervos de Van Gogh. Una de las tantas postales que aparecen en un fragmento de la película Los Sueños de Akira Kurosawa en la cual Terao interpretaba a un joven pintor.

- 1968 - Chikadǒ no Taiyô Made[13]

Director: Kei Kumai
Akira Terao: Kenichi
- 1970 - Ai no kaseki[14]

Director: Yoshihiko Okamoto
Akira Terao: Namiki
- 1976 - Sachiko no sachi[15]

Director: Kazunari Takeda
Akira Terao: Hirosawa
- 1976 - Harakara[16]

Director: Yôji Yamada
- 1983 - Meiso chizu[17]

Director: Yoshitaro Nomura
Akira Terao: Nobuyuki Doi
- 1985 - Ran[18]

Director: Akira Kurosawa
Akira Terao: Taro Takatora Ichimonji
- 1990 - Los Sueños, de Akira Kurosawa[15]

Director: Akira Kurosawa
Akira Terao: I (yo)
- 1990 - Otoko wa tsurai yo: Torajiro no kyuujitsu[21]

Director: Yôji Yamada
Akira Terao: Kazuo
- 1993 - Madadayo[22]

Director: Akira Kurosawa
Akira Terao: Sawamura
- 1999 - Ame agaru[23]

Director: Takashi Koizumi
Akira Terao: Ihei Misawa
- 2005 - Into the Sun[24]

Director: Mink
Akira Terao: Matsuda
- 2006 - Doctor's love ecuation[25]

Director: Takashi Koizumi
Akira Terao: Professor